# 弗雷舒
弗雷舒（法語：Fréchou，法語發音：[fʁeʃu]）是法国洛特-加龙省的一个市镇，属于内拉克区。

## 地理
弗雷舒（44°5'6"N, 0°19'15"E）面积11.97 平方千米，位于法国新阿基坦大区洛特-加龍省，该省份为法国西南部内陆省份，北起多爾多涅省，西接吉倫特省和朗德省，南至热尔省，东临塔恩-加龙省和洛特省。
与弗雷舒接壤的市镇（或旧市镇、城区）包括：昂迪朗、拉塞尔、梅赞、蒙克拉博、内拉克。

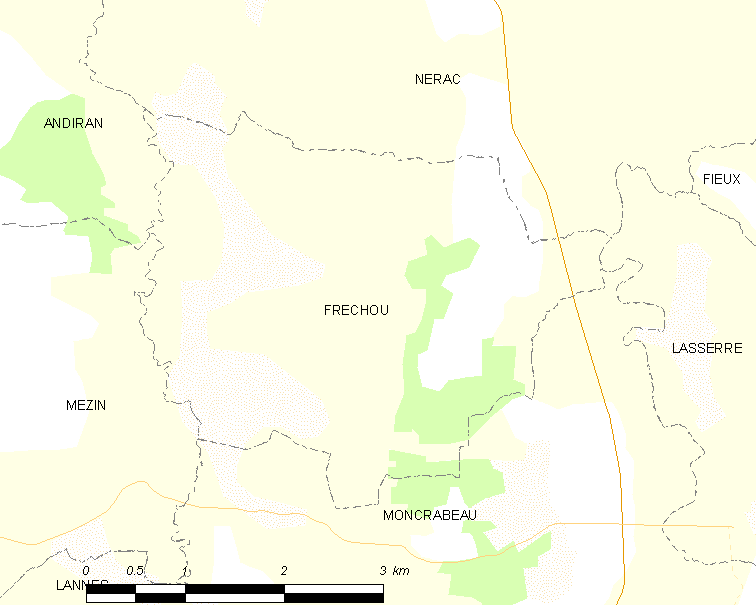
弗雷舒的OSM定位图

弗雷舒的时区为UTC+01:00、UTC+02:00（夏令时）。

## 行政
弗雷舒的邮政编码为47600，INSEE市镇编码为47103。

## 政治
弗雷舒所属的省级选区为阿尔布雷县。

## 人口

1962-2008年间弗雷舒人口变化图示

弗雷舒于2022年1月1日时的人口数量为223人。